# Шаља (град)
Шаља (слч. Šaľa, мађ. Vágsellye) град је у Словачкој, који се налази у оквиру Њитранског краја.

## Географија
Шаља је смештена у југозападном делу државе. Престоница државе, Братислава, налази се 80 км западно од града.
Рељеф: Шаља се развила у северозападном делу Панонске низије, у равничарском делу Словачке. Град се налази на олбали реке Вах.
Клима: Клима у Шаљи је умерено континентална.
Воде: Шаља се налази на реци Ваху, највећој реци у држави. Она дели град на јужни и северни део.

## Историја
Људска насеља на овом простору датирају још из праисторије. Насеље под данашњим именом први пут се спомиње у средином 1002, а околина је већ тада била насељена Словацима и Мађарима. Град је постао познато трговиште у 15. веку. Године 1536. насеље је добило градска права. Током следећих векова град је био у саставу Угарске као обласно трговиште. У 16. и 17. веку Шаља се нашла на граници Угарске и Османског царства, која је била пуна сукоба.
Крајем 1918. Шаља је постао део новоосноване Чехословачке. У периоду 1938-1944 град је био враћен Хортијевој Мађарској, али је поново враћен Чехословачкој после рата. У време комунизма град је нагло индустријализован, па је дошло до наглог повећања становништва. После осамостаљења Словачке град је постао њено значајно средиште, али је дошло и до проблема везаних за преструктурирање привреде.

## Становништво
| Година:    | 1994.  | 2004.   | 2014.   | 2024.    |
| ---------- | ------ | ------- | ------- | -------- |
| Број људи: | 25 284 | 24 506  | 22 938  | 19 934   |
| Разлика:   |        | -3,07 % | -6,39 % | -13,09 % |

| Година:    | 2023.  | 2024.   |
| ---------- | ------ | ------- |
| Број људи: | 20 239 | 19 934  |
| Разлика:   |        | -1,50 % |

Данас Шаља има око 24.000 становника и последњих година број становника опада.
Етнички састав: По попису из 2001. састав је следећи:
- Словаци - 79,7%,
- Мађари - 17,9%%,
- остали.

Верски састав: По попису из 2001. састав је следећи:
- римокатолици - 66,6%,
- атеисти - 23,6%%,
- лутерани - 4,0%,
- остали.

## Галерија
- Дворац Шаља
- Римокатоличка црква
- Римокатоличка црква
- Зграда општине
- Школа